# Incidente del Itata

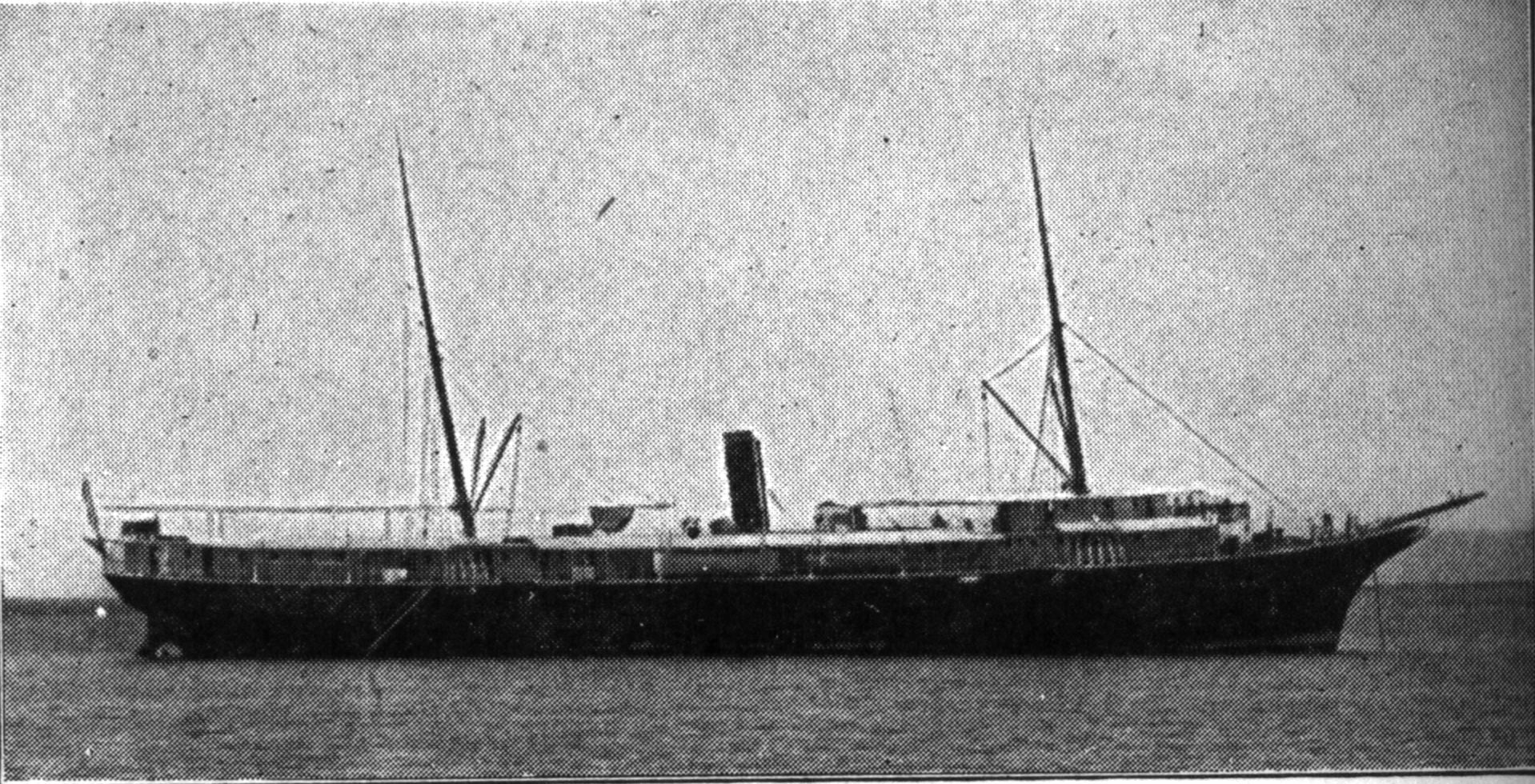
El Itata en la Bahía de San Diego en 1891.

El incidente del Itata fue un asunto diplomático e incidente militar entre los Estados Unidos y los insurgentes de Chile durante la Guerra Civil de 1891. El incidente se refería a un envío de armas en el transporte Itata desde Estados Unidos a Chile, para ayudar a las fuerzas insurgentes congresistas en la guerra civil chilena. El incidente del Itata fue una de las causas de la crisis del Baltimore y es una de las razones por las que Benjamin Harrison no fue reelegido para un segundo mandato como Presidente de los Estados Unidos.

## Antecedentes
En 1891, después de una serie de luchas con los intereses multinacionales del salitre, el Congreso Nacional de Chile se negó a firmar el presupuesto nacional propuesto por el presidente José Manuel Balmaceda; entonces el mandatario disolvió el Congreso. La Armada de Chile se alió con el Congreso, mientras que el Ejército se alió con el presidente Balmaceda, originándose un conflicto armado.
Los partidarios del Congreso, incluyendo a los miembros del disuelto Parlamento y sus partidarios con intereses sobre las multinacionales salitreras, compraron armamento a Europa y Estados Unidos. Con el apoyo de la Armada, dichas fuerzas capturaron rápidamente las provincias del norte de Chile, las cuales habían sido recientemente conquistadas a Bolivia y Perú durante la Guerra del Pacífico.

## Washington
El canciller del gobierno de Balmaceda, Prudencio Lazcano, recurrió al Secretario de Estado de los Estados Unidos, James Blaine, para obtener ayuda. Blaine inicialmente rechazó la solicitud de Lazcano, pero más tarde, con el apoyo de su pronto sucesor, John W. Foster y contra el consejo de John Moore Basset, decidió ayudar a la administración Balmaceda. Moore renunció en protesta por la decisión de Blaine.

## Envío de armas de Estados Unidos
Mientras tanto, Ricardo Trumbull, un agente de los rebeldes congresistas, fue enviado a Nueva York. Con el consejo de William Russell Grace, cuya empresa de nitratos se había trasladado desde Perú a Nueva York en la década de 1860 y que había ejercido como alcalde de Nueva York, Trumbull adquirió para los congresistas lo último en tecnología de armas de Estados Unidos, incluyendo rifles Remington. El ferrocarril fue cargado con armamento para transportarlo al puerto de Los Ángeles, California. La goleta Robert and Minnie transfirió las armas al vapor Itata, mientras navegaba cerca de la isla San Clemente.

### San Diego
Antes de que el Itata pudiera encontrarse con el Robert and Minnie la nave chilena fue detenida el 6 de mayo en el puerto de San Diego bajo las órdenes de John W. Foster. El mariscal George Gard se hizo cargo de la nave, pero permitió que el Itata permaneciera bajo vapor y en medio de la corriente, listo para partir, durante su detención. A las 5:30 p. m. del 7 de mayo el Itata levó anclas y salió de San Diego contra las órdenes de Estados Unidos, mientras Guard estaba en el puerto buscando el Robert and Minnie, que había sido visto el día anterior en las cercanías de las aguas mexicanas. Los periódicos nacionales estadounidenses informaron posteriormente de una reclamación del mariscal Gard, quien había estado a bordo del Itata cuando partió y fue puesto en tierra por la tripulación en la misma tarde en el punto de lastre, señalando que el barco estaba cargado de soldados chilenos.

### Iquique
La Marina de los Estados Unidos envió varios buques, al mando de dos almirantes, que los reportes de prensa afirmaban iban a abastecer a la Esmeralda con armas y municiones. Sin embargo, tanto la Itata y el Charleston, un buque de guerra que los Estados Unidos enviaron después del Itata a San Francisco, llegaron al puerto mexicano de Acapulco el 16 de mayo, sin lograr interceptar al Itata.
El Charleston dejó Acapulco para unirse a otros dos barcos de Estados Unidos, incluyendo el San Francisco y el Baltimore, y un contingente internacional de buques de guerra de la Marina Real del Imperio Británico y la Marina Imperial Alemana para esperar al Itata en el puerto de Iquique. Allí, el 4 de junio, los contralmirantes estadounidenses W.P. McCann y George Brown, convencieron a los congresistas chilenos de entregar el Itata y su carga de alrededor de 5.000 rifles. Irónicamente, otro cargamento de armas a bordo del buque Maipo con armamento y municiones de fabricación alemana Krupp llegó a Iquique el 3 de julio, por lo que la carga del Itata no era imprescindible para la causa congresista.

## ElItataregresa a Estados Unidos

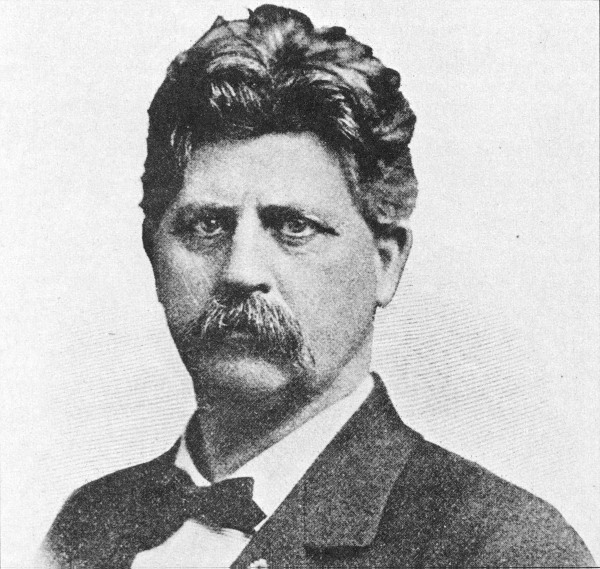
Fiscal federal Henry Gage.

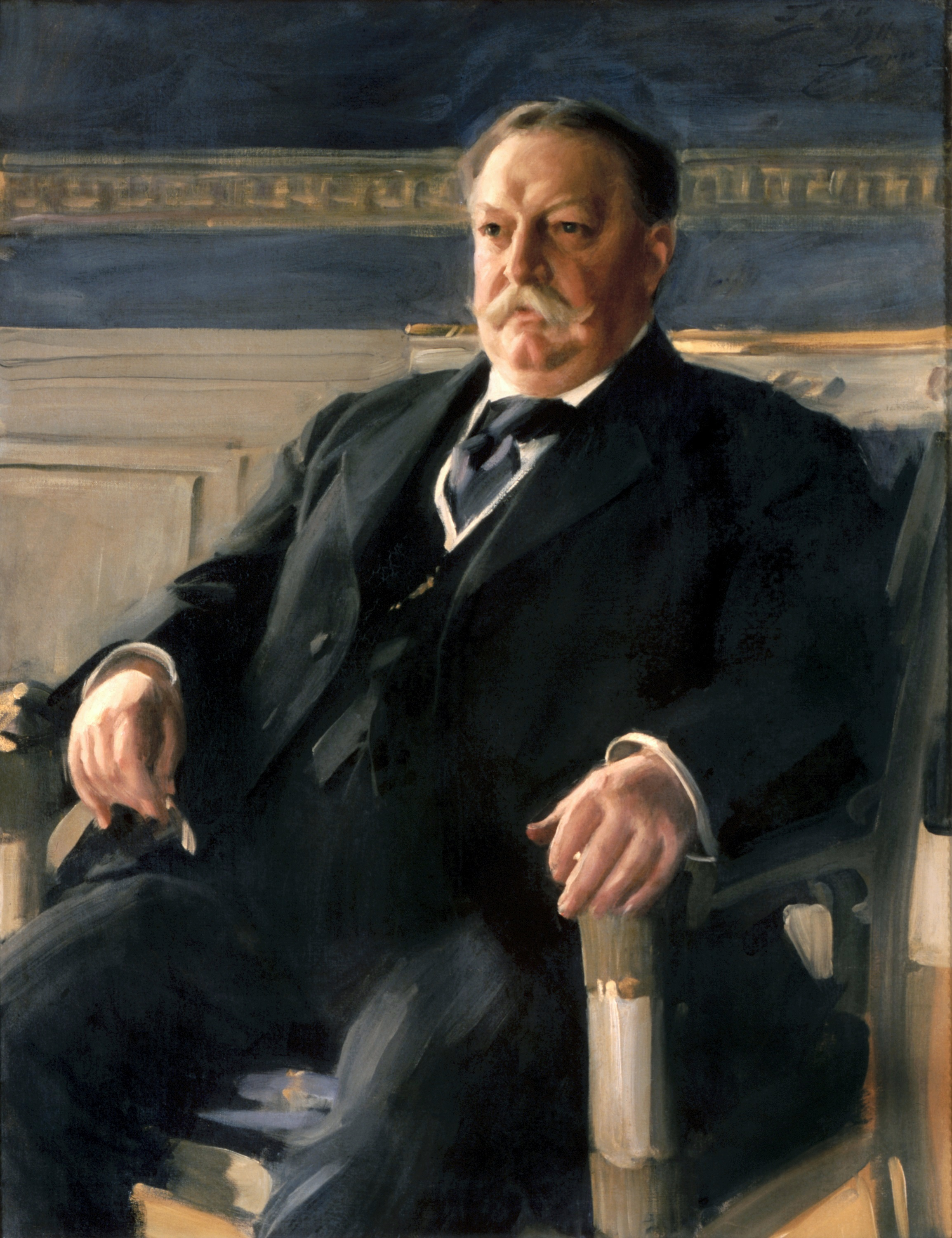
Retrato oficial de William Howard Taft en la Casa Blanca.

Después de su rendición, el Itata fue llevado de vuelta a San Diego con su tripulación. La administración Harrison nombró al procurador general (y futuro presidente de los Estados Unidos) William Howard Taft, y al fiscal federal asentado en Los Ángeles, Henry Gage (más tarde gobernador de California), para investigar el Itata y perseguir a la tripulación y sus proveedores.
Después de su investigación, Gage declinó enjuiciar a la tripulación, afirmando su creencia de que el gobierno federal había cometido un error sobre el asunto. También señaló que creía que el cargamento de armas constituía propiedad privada, y estaba fuera la jurisdicción directa del gobierno federal.
Taft hizo procesar a los casos en contra de las armas y la nave; el gobierno de Estados Unidos perdió en ambas instancias en los tribunales.